# Cryptomys damarensis
Rat-taupe de Damaraland, Rat-taupe de Damara
Espèce
Statut de conservation UICN

 LC  : Préoccupation mineure
Le rat-taupe de Damaraland ou rat-taupe de Damara (Cryptomys damarensis) est une espèce de mammifères rongeurs de la famille des Bathyergidae. Ce rat-taupe vit dans le sous-sol dans le sud-est de l'Afrique. Avec le rat-taupe nu et le rat-taupe hottentot, c'est l'un des seuls mammifères eusociaux connus.
L'espèce a été décrite pour la première fois en 1838 par William Ogilby (1808-1873), un naturaliste irlandais.

## Description
Les rats-taupes de Damaraland possèdent une fourrure sombre et courte, avec une tache blanche sur le dessus de la tête. Ce sont des rongeurs de petite taille, leur corps cylindrique mesurant entre 10  et   20 cm. Ils pèsent entre 100  et   280 g (165 g en moyenne pour les mâles, 141 g pour les femelles). Les rats-taupes possèdent des yeux minuscules. Ils ont des jambes courtes, qui leur servent à pousser leur corps dans les tunnels, et des oreilles sous leur fourrure. Leurs narines sont minuscules et peuvent se boucher lorsque l'individu creuse. 

## Alimentation et mode de vie
Les plantes, dans les parties sèches de l'Angola et de la Namibie, pour survivre, emmagasinent leur nourriture dans des racines souterraines. Ce sont ces racines que les rats-taupes apprécient et essaient de trouver. Or, comme ces racines sont très rares, les rongeurs peuvent parcourir des kilomètres sans rien trouver. Ils utilisent leurs dents antérieures pour ronger la terre et créer de nouveaux tunnels. 
Lorsque l'un des rats-taupes trouve une racine, il la mord et n'en mange qu'une partie afin que la plante ne meure pas. Cela lui permettrait de revenir plus tard lors des saisons sèches.

## Habitat et répartition
Le rat-taupe de Damaraland vit en Afrique méridionale, dans des zones semi-arides où les pluies sont rares et imprédictibles (moins de 400 mm par an en moyenne). Il se retrouve en Namibie, Angola, Botswana, Afrique du Sud, Zimbabwe et Zambie. Il est particulièrement présents dans les sols sableux du Kalahari et dans les sables alluviaux.